# Max von Mallinckrodt
Max Arthur von Mallinckrodt (Pseudonym: Max Wetter, * 13. Dezember 1873 in Köln; † 16. September 1944 in Haus Broich) war ein deutscher Gutsbesitzer und Schriftsteller.

## Familie
Max von Mallinckrodt war der Sohn des Gutsbesitzers Felix von Mallinckrodt (1834–1880) und dessen Ehefrau Anna Peill (1846–1931). Er heiratete am 29. Dezember 1904 in Köln Cordelia Merrem (1883–1944). Das Paar hatte folgende Kinder:
- Hildegard (1906–1943)
- Gerd (1908–1982)

## Leben
Er bewirtschaftete seit 1896 die zu dem von ihm erworbenen Haus Broich gehörenden Ländereien in Kreuzweingarten bei Euskirchen.  Mallinckrodt kam 1944 zusammen mit seiner Frau Cordelia im Haus Broich ums Leben.
Max von Mallinckrodt trat seit der Jahrhundertwende mit schriftstellerischen Arbeiten an die Öffentlichkeit. Sein Werk besteht vorwiegend aus Gedichten und Theaterstücken.

## Werke
- Lieder und Gedichte, Dresden [u. a.] 1900
- Der Kurfürst, Köln 1901 (unter dem Namen Max Wetter)
- Verse, Köln 1901 (unter dem Namen Max Wetter)
- Altrheinische Geschichten und Schwänke, Leipzig 1903 (unter dem Namen Max Wetter)
- Der Eroberer, Köln 1904 (unter dem Namen Max Wetter)
- Vittorio, Köln 1904 (unter dem Namen Max Wetter)
- Polyxena, Köln 1905 (unter dem Namen Max Wetter)
- Merlin, Köln 1907 (unter dem Namen Max Wetter)
- Das Prinzip der Fürsorge als die der Natur entstammte Grundlage christlichen Moral, Bonn 1908
- Hundert Lieder und Gedichte aus dem Buche der Tage und Stunden, Leipzig
  - 1 (1909)
  - 2 (1911)
- Peire Vidal, Köln 1910
- Mären und Märchen, Leipzig
  - [1] (1913)
  - Neue Folge, 1915
- Der Weg des Ahasver, Bonn 1920
- Geistliche Lieder für den Hausgesang zu Melodien des Evangelischen Gesangbuches für Rheinland und Westfalen, Essen 1926
- Das erste Leuchten, Bonn 1935
- Der Ring des Kaisers, Bonn 1935
- Amrulkais, Bonn 1936
- Jenseits, Bonn 1936
- Zur älteren Geschichte des Geschlechtes von Mallinckrodt, Broich 1936
- Empedokles, Bonn 1937
- Der Turm von Astura, Bonn 1937
- An die Mitglieder des Historischen Vereins für Dortmund und die Grafschaft Mark, Köln-Kalk 1938
- Der Erbe des Reichs, Bonn 1938
- Der Ruf der Ferne, Broich 1939
- Zu Meininghaus: Der soziale Aufstieg der Dortmunder Mallinckrodt, Broich bei Euskirchen 1942